# Athanasios Ghavelas
Athanasios Ghavelas (19 dicembre 1999) è un atleta paralimpico greco non vedente appartenente alla categoria T11 e specializzato nelle gare di velocità.

## Biografia
Nel 2017 partecipò ai campionati mondiali di atletica leggera paralimpica di Londra, dove si piazzò al decimo posto nei 100 metri piani T12 e al quattordicesimo posto nei 200 metri piani T12. L'anno successivo vinse la medaglia d'oro e quella d'argento rispettivamente nei 100 e 200 metri piani T12 ai campionati europei paralimpici di Berlino 2018. Nel 2019 fu ottavo nei 100 metri piani T12 ai mondiali paralimpici di Dubai.
Nel 2021, dopo aver cambiato classe di competizione a causa di un peggioramento della sua disabilità visiva, conquistò la medaglia d'oro nei 100 metri piani T11 ai campionati europei paralimpici di Bydgoszcz, dove fece registrare il nuovo record europeo con il tempo di 10"98. Lo stesso anno partecipò anche ai Giochi paralimpici di Tokyo, dove, con la guida Sotirios Gkaragkanis, divenne campione paralimpico dei 100 metri piani T11 e nuovo detentore del record mondiale paralimpico con il tempo di 10"82. L'anno successivo vince nuovamente l'oro nei 100 metri piani T11 alle Paralimpiadi di Parigi.

## Record nazionali
- 100 metri piani T11: 10"82  ( Tokyo, 2 settembre 2021)

## Palmarès
| Anno | Manifestazione       | Sede      | Evento          | Risultato | Prestazione | Note                  |
| ---- | -------------------- | --------- | --------------- | --------- | ----------- | --------------------- |
| 2017 | Mondiali paralimpici | Londra    | 100 m piani T12 | 10º       | 11"39       |                       |
| 2017 | Mondiali paralimpici | Londra    | 200 m piani T12 | 14º       | 23"26       |                       |
| 2018 | Europei paralimpici  | Berlino   | 100 m piani T12 | Oro       | 11"47       |                       |
| 2018 | Europei paralimpici  | Berlino   | 200 m piani T12 | Argento   | 23"20       |                       |
| 2019 | Mondiali paralimpici | Dubai     | 100 m piani T12 | 8º        | 11"11       |                       |
| 2021 | Europei paralimpici  | Bydgoszcz | 100 m piani T11 | Oro       | 10"98       | Record europeo        |
| 2021 | Giochi paralimpici   | Tokyo     | 100 m piani T11 | Oro       | 10"82       | Record mondiale       |
| 2023 | Mondiali paralimpici | Parigi    | 100 m piani T11 | Oro       | 10"93       | Record dei campionati |
| 2024 | Giochi paralimpici   | Parigi    | 100 m piani T11 | Oro       | 11"02       |                       |

## Campionati nazionali
2019
- 4º ai campionati greci assoluti indoor, 60 m piani - 7"02
- Eliminato in batteria ai campionati greci assoluti, 100 m piani - 11"13